# 青木晋平
青木 晋平（あおき しんぺい、1980年7月22日 - ）は、日本の男子バレーボール、ビーチバレー選手。フリー。

## 経歴
神奈川県出身。小学生のときは剣道をしていたが、中学校入学時にバレーボール部へ入る。神奈川県立秦野南が丘高等学校（現・神奈川県立秦野総合高等学校）で主将を務め、春の高校バレーではチームを準優勝へ導く。青山学院大学へ進学し1年時からレギュラーとして活躍。大学でも主将を務めた。
その後、ビーチバレーへ転向。世界各地を転戦しながら実力を付け、ロンドン五輪日本代表候補として日高裕次郎とペアを組み世界最終予選を戦い抜く。代表決定戦において、共に世界最終予選を戦ってきた朝日健太郎・白鳥勝浩ペアに敗れたため、ロンドン五輪への出場は果たせなかった。

## 球歴
真鶴町立真鶴中学校　→   神奈川県立秦野南が丘高等学校（現・神奈川県立秦野総合高等学校） → 青山学院大学